# 2023 na ginástica artística
Abaixo está uma lista de notáveis eventos internacionais de ginástica artística masculina e feminina programados para 2023, bem como os medalhistas.

## Aposentadorias
| Ginasta            | País           | Data                    | Ref    |
| ------------------ | -------------- | ----------------------- | ------ |
| Holly Jones        | Grã-Bretanha   | 9 de janeiro de 2023    | [ 1 ]  |
| Ellie Downie       | Grã-Bretanha   | 23 de janeiro de 2023   | [ 2 ]  |
| Claire Pontlevoy   | França         | 1 de fevereiro de 2023  | [ 3 ]  |
| Lara Mori          | Itália         | 11 de fevereiro de 2023 | [ 4 ]  |
| Abigail Magistrati | Argentina      | 1 de março de 2023      | [ 5 ]  |
| Marcel Nguyen      | Alemanha       | 14 de março de 2023     | [ 6 ]  |
| Göksu Üçtaş Şanlı  | Turquia        | 25 de abril de 2023     | [ 7 ]  |
| Ludovico Edalli    | Itália         | 8 de maio de 2023       | [ 8 ]  |
| Koji Yamamuro      | Japão          | 1 de junho de 2023      | [ 9 ]  |
| Jenna Lalonde      | Canadá         | 1 de setembto de 2023   | [ 10 ] |
| Kara Eaker         | Estados Unidos | 20 de outubro de 2023   | [ 11 ] |
| Eddy Yusof         | Suíça          | 20 de novembro de 2023  | [ 12 ] |
| Fien Enghels       | Bélgica        | 7 de dezembro de 2023   | [ 13 ] |
| Emelie Petz        | Alemanha       | 20 de dezembro de 2023  | [ 14 ] |

## Mudanças de nacionalidade
| Ginasta             | De             | Para          | Ref    |
| ------------------- | -------------- | ------------- | ------ |
| Dorien Motten       | Bélgica        | Geórgia       | [ 15 ] |
| Eddie Penev         | Estados Unidos | Bulgária      | [ 16 ] |
| Caterina Cereghetti | Itália         | Suíça         | [ 17 ] |
| Ayelén Tarabini     | Argentina      | Quirguistão   | [ 17 ] |
| Anya Pilgrim        | Estados Unidos | Barbados      | [ 17 ] |
| Paloma Mintcheva    | Estados Unidos | Bulgária      | [ 17 ] |
| Emma Malabuyo       | Estados Unidos | Filipinas     | [ 18 ] |
| Levi Jung-Ruivivar  | Estados Unidos | Filipinas     | [ 19 ] |
| Georgia-Rose Brown  | Austrália      | Nova Zelândia | [ 20 ] |
| David Martelli      | Grã-Bretanha   | Irlanda       | [ 20 ] |
| Azaraya Ra-Akbar    | Estados Unidos | Canadá        | [ 20 ] |

## Calendário de eventos
| Data                          | Local        | Evento                                     | Vencedores masculinos | Vencedoras femininas |
| ----------------------------- | ------------ | ------------------------------------------ | --- | --- |
| 23 a 26 de fevereiro          | Cottbus      | Copa do Mundo FIG                          | FX: Artem Dolgopyat PH: Abdulla Azimov SR: Eleftherios Petrounias VT: Artur Davtyan PB: Illia Kovtun HB: Shohei Kawakami                                                           | VT: Manila Esposito UB: Alice D'Amato BB: Mana Okamura FX: Kokofugata Azuki                                                         |
| 1 a 4 de março                | Doha         | Copa do Mundo FIG                          | FX: Carlos Yulo PH: Nariman Kurbanov SR: Liu Yang VT: Artur Davtyan PB: Illia Kovtun HB: Yuya Kamoto                                                                               | VT: Coline Devillard UB: Anna Lashchevska BB: Sabrina Voinea FX: Sabrina Voinea                                                     |
| 9 a 12 de março               | Baku         | Copa do Mundo FIG                          | FX: Milad Karimi PH: Nariman Kurbanov SR: Nikita Simonov VT: Carlos Yulo PB: Carlos Yulo HB: Alexander Myakinin                                                                    | VT: Coline Devillard UB: Qiu Qiyuan BB: Giorgia Villa FX: Marine Boyer                                                              |
| 29 de março a 2 de abril      | Antalya      | Campeonato Mundial Juvenil                 | TF: Japão · AA: Qin Guohuan · FX: Ángel Barajas · PH: Hamlet Manukyan · SR: Hamlet Manukyan · VT: Tommaso Brugnami · PB: Ángel Barajas / Tomoharu Tsunogai · HB: Tomoharu Tsunogai | TF: Japão · AA: Haruka Nakamura · VT: Mia Mainardi · UB: Caterina Gaddi · BB: Yu Hanyue · FX: Giulia Perotti                        |
| 11 a 16 de abril              | Antália      | Campeonato Europeu                         | TF: Itália · AA: Adem Asil · FX: Luke Whitehouse · PH: Rhys McClenaghan · SR: Adem Asil · VT: Artur Davtyan · PB: Illia Kovtun · HB: Tin Srbić                                     | TF: Grã-Bretanha · AA: Jessica Gadirova · VT: Coline Devillard · UB: Alice D'Amato · BB: Sanne Wevers · FX: Jessica Gadirova        |
| 27 a 30 de abril              | Cairo        | Copa do Mundo FIG                          | FX: Illia Kovtun PH: Lee Chih-kai SR: Nikita Simonov VT: Artur Davtyan PB: Illia Kovtun HB: Illia Kovtun                                                                           | VT: Joscelyn Roberson UB: Alice D'Amato BB: Giorgia Villa FX: Joscelyn Roberson                                                     |
| 6 de maio                     | Carrara      | Campeonato da Oceania                      | TF: Austrália · AA: Mikhail Koudinov | TF: Austrália · AA: Ruby Pass |
| 5 a 17 de maio                | Phnom Penh   | Jogos do Sudeste Asiático                  | TF: Vietnã · AA: Carlos Yulo · FX: John Ivan Cruz · PH: Đặng Ngọc Xuân Thiện · SR: Nguyễn Văn Khánh Phong · VT: Juancho Besana · PB: Carlos Yulo · HB: Đinh Phương Thành           | — |
| 25 a 28 de maio               | Varna        | Copa do Mundo FIG Challenge                | FX: Eddie Penev PH: Matvei Petrov SR: Artur Avetisyan VT: Artur Davtyan PB: Rasuljon Abdurakhimov HB: Sofus Heggemsnes                                                             | VT: Tijana Korent UB: Zsófia Kovács BB: Bettina Lili Czifra FX: Silane Mielle                                                       |
| 26 a 28 de maio               | Medellín     | Campeonato Pan-Americano                   | TF: Estados Unidos · AA: Yul Moldauer · FX: Yul Moldauer · PH: Khoi Young · SR: Daniel Villafañe · VT: Yuri Guimarães · PB: Yul Moldauer · HB: Curran Phillips                     | TF: Estados Unidos · AA: Tiana Sumanasekera · VT: Alexa Moreno · UB: Nola Matthews · BB: Tiana Sumanasekera · FX: Joscelyn Roberson |
| 26 a 27 de maio               | Pretoria     | Campeonato Africano                        | TF: Egito · AA: Omar Mohamed | TF: África do Sul · AA: Kaylia Nemour                                                                                               |
| 1 a 4 de junho                | Tel Aviv     | Copa do Mundo FIG Challenge                | FX: Krisztofer Mészáros PH: Eyal Indig SR: Vinzenz Höck VT: Krisztofer Mészáros PB: Ahmet Önder HB: Néstor Abad                                                                    | VT: Georgia Godwin UB: Barbora Mokošová BB: Marine Boyer FX: Georgia Godwin                                                         |
| 8 a 11 de junho               | Osijek       | Copa do Mundo FIG Challenge                | FX: Eddie Penev PH: Gagik Khachikyan SR: Artur Avetisyan VT: Artur Davtyan PB: Illia Kovtun HB: Caio Souza                                                                         | VT: Georgia Godwin UB: Naomi Visser BB: Georgia Godwin FX: Georgia Godwin                                                           |
| 10 a 18 de junho              | Kallang      | Campeonato Asiático                        | TF: China · AA: Shinnosuke Oka · FX: Carlos Yulo · PH: Nariman Kurbanov · SR: Lan Xingyu · VT: Carlos Yulo · PB: Carlos Yulo · HB: Tian Hao                                        | TF: China · AA: Qiu Qiyuan · VT: Yeo Seo-jeong · UB: Qiu Qiyuan · BB: Zhang Qingying · FX: Zhang Qingying                           |
| 24 a 28 de junho              | San Salvador | Jogos Centro-Americanos e do Caribe        | TF: México · AA: Diorges Escobar · FX: (CCS) Jorge Vega · PH: Isaac Núñez · SR: Kristopher Bohorquez · VT: Audrys Nin Reyes · PB: Isaac Núñez · HB: Diorges Escobar                | TF: México · AA: Karla Navas · VT: Alexa Moreno · UB: Paulina Campos · BB: Paulina Campos · FX: Alexa Moreno                        |
| 28 de julho a 8 de agosto     | Chengdu      | Jogos Universitários Mundiais              | TF: China · AA: Zhang Boheng · FX: Kazuma Kaya · PH: Lee Chih-kai · SR: Lan Xingyu · VT: Nazar Chepurnyi · PB: Zou Jingyuan · HB: Milad Karimi                                     | TF: China · AA: Ou Yushan · VT: Shoko Miyata · UB: Du Siyu · BB: Ou Yushan · FX: Ou Yushan                                          |
| 1 a 3 de setembro             | Mersin       | Copa do Mundo FIG Challenge                | FX: Ahmet Önder PH: Ahmad Abu Al-Soud SR: Nikita Simonov VT: Nazar Chepurnyi PB: Oleg Verniaiev HB: Ahmet Önder                                                                    | VT: Oksana Chusovitina UB: Anna Lashchevska BB: Anna Lashchevska FX: Sevgi Kayisoglu                                                |
| 8 a 10 de setembro            | Szombathely  | Copa do Mundo FIG Challenge                | FX: Krisztofer Mészáros PH: Matvei Petrov SR: Vinzenz Höck VT: Nazar Chepurnyi PB: Oleg Verniaiev HB: Ilias Georgiou                                                               | VT: Gréta Mayer UB: Zója Székely BB: Anna Lashchevska FX: Soňa Artamonova                                                           |
| 8 a 10 de setembro            | Cáli         | Campeonato Sul-Americano                   | TF: Brasil · AA: Gabriel Faria · FX: Andrés Martínez · PH: Edward González · SR: Dilan Jiménez · VT: Juan Larrahondo · PB: Dilan Jiménez · HB: Lucas Bitencourt                    | TF: Brasil · AA: Gabriela Barbosa · VT: Hillary Heron · UB: Josiany Calixto · BB: Josiany Calixto · FX: Rafaela Oliva               |
| 16 a 17 de setembro           | Paris        | Copa do Mundo FIG Challenge                | FX: Hiramatsu Koga PH: Max Whitlock SR: Salvatore Maresca / Courtney Tulloch VT: Harry Hepworth PB: Lukas Dauser HB: Tang Chia-hung                                                | VT: Alexa Moreno UB: Mélanie de Jesus dos Santos BB: Marine Boyer FX: Mélanie de Jesus dos Santos                                   |
| 24 a 29 de setembro           | Hangzhou     | Jogos Asiáticos                            | TF: CHN China AA: Zhang Boheng FX: Kim Han-sol PH: Lee Chih-kai SR: Lan Xingyu VT: Wataru Tanigawa PB: Zou Jingyuan HB: Zhang Boheng                                               | TF: CHN China AA: Zuo Tong VT: An Chang-ok UB: An Chang-ok BB: Mana Okamura FX: Zhang Jin                                           |
| 30 de setembro a 8 de outubro | Antuérpia    | Campeonato Mundial                         | TF: Japão · AA: Daiki Hashimoto · FX: Artem Dolgopyat · PH: Rhys McClenaghan · SR: Liu Yang · VT: Jake Jarman · PB: Lukas Dauser · HB: Daiki Hashimoto                             | TF: Estados Unidos · AA: Simone Biles · VT: Rebeca Andrade · UB: Qiu Qiyuan · BB: Simone Biles · FX: Simone Biles                   |
| 21 a 25 de outubro            | Santiago     | Jogos Pan-Americanos                       | TF: Estados Unidos · AA: Félix Dolci · FX: Félix Dolci · PH: Zachary Clay · SR: Donnell Whittenburg · VT: Audrys Nin Reyes · PB: Curran Phillips · HB: Arthur Mariano              | TF: Estados Unidos · AA: Kayla DiCello · VT: Rebeca Andrade · UB: Zoe Miller · BB: Rebeca Andrade · FX: Kaliya Lincoln              |
| 24 a 26 de novembro           | Halmstad     | Campeonato do Norte da Europa de Ginástica | TF: Suécia · AA: Elias Koski · FX: Marcus Pietarinen · PH: Elias Koski · SR: Luis Il-Sung Melander · VT: Jacob Gudim Karlsen · PB: Elias Koski · HB: Elias Koski                   | TF: País de Gales · AA: Ruby Evans · VT: Emily Roper · UB: Thelma Aðalsteinsdóttir · BB: Lily Russell · FX: Ruby Evans              |

## Medalhistas

### Feminino

#### Internacional
| Competição                 | Evento              | Ouro            | Prata          | Bronze                   |
| Campeonato Mundial         | Equipes             | Estados Unidos  | Brasil         | França                   |
| Campeonato Mundial         | Individual Geral    | Simone Biles    | Rebeca Andrade | Shilese Jones            |
| Campeonato Mundial         | Salto               | Rebeca Andrade  | Simone Biles   | Yeo Seo-jeong            |
| Campeonato Mundial         | Barras Assimétricas | Qiu Qiyuan      | Kaylia Nemour  | Shilese Jones            |
| Campeonato Mundial         | Trave               | Simone Biles    | Zhou Yaqin     | Rebeca Andrade           |
| Campeonato Mundial         | Solo                | Simone Biles    | Rebeca Andrade | Flávia Saraiva           |
| Campeonato Mundial Juvenil | Equipes             | Japão           | Estados Unidos | Itália                   |
| Campeonato Mundial Juvenil | Individual Geral    | Haruka Nakamura | Sara Yamaguchi | Caterina Gaddi           |
| Campeonato Mundial Juvenil | Salto               | Mia Mainardi    | July Marano    | Ming van Eijken          |
| Campeonato Mundial Juvenil | Barras Assimétricas | Caterina Gaddi  | Helen Kevric   | Giulia Perotti           |
| Campeonato Mundial Juvenil | Trave               | Yu Hanyue       | Alexia Vanoaga | Cristella Brunetti-Burns |
| Campeonato Mundial Juvenil | Solo                | Giulia Perotti  | Hezly Rivera   | Haruka Nakamura          |

#### Eventos importantes
| Competição               | Evento              | Ouro               | Prata              | Bronze           |
| Campeonato Europeu       | Equipes             | Grã-Bretanha       | Itália             | Países Baixos    |
| Campeonato Europeu       | Individual Geral    | Jessica Gadirova   | Zsófia Kovács      | Alice D'Amato    |
| Campeonato Europeu       | Salto               | Coline Devillard   | Asia D'Amato       | Lisa Vaelen      |
| Campeonato Europeu       | Barras Assimétricas | Alice D'Amato      | Becky Downie       | Elisabeth Seitz  |
| Campeonato Europeu       | Trave               | Sanne Wevers       | Manila Esposito    | Zsófia Kovács    |
| Campeonato Europeu       | Solo                | Jessica Gadirova   | Alice Kinsella     | Sabrina Voinea   |
| Campeonato da Oceania    | Equipes             | Austrália          | Nova Zelândia      | —                |
| Campeonato da Oceania    | Individual Geral    | Ruby Pass          | Reece Cobb         | Macy Pegoli      |
| Campeonato Asiático      | Equipes             | China              | Coreia do Sul      | Taipé Chinesa    |
| Campeonato Asiático      | Individual Geral    | Qiu Qiyuan         | Zhang Qingying     | Shin Sol-yi      |
| Campeonato Asiático      | Salto               | Yeo Seo-jeong      | Oksana Chusovitina | Aleah Finnegan   |
| Campeonato Asiático      | Barras Assimétricas | Qiu Qiyuan         | Lee Yun-seo        | Zuo Tong         |
| Campeonato Asiático      | Trave               | Zhang Qingying     | Zhang Xinyi        | Aleah Finnegan   |
| Campeonato Asiático      | Solo                | Zhang Qingying     | Emma Malabuyo      | Shin Sol-yi      |
| Campeonato Africano      | Equipes             | África do Sul      | Egito              | Argélia          |
| Campeonato Africano      | Individual Geral    | Kaylia Nemour      | Caitlin Rooskrantz | Jana Abdelsalam  |
| Campeonato Pan-Americano | Equipes             | Estados Unidos     | México             | Canadá           |
| Campeonato Pan-Americano | Individual Geral    | Tiana Sumanasekera | Natalia Escalera   | Aurélie Tran     |
| Campeonato Pan-Americano | Salto               | Alexa Moreno       | Joscelyn Roberson  | Natalia Escalera |
| Campeonato Pan-Americano | Barras Assimétricas | Nola Matthews      | Addison Fatta      | Natalia Escalera |
| Campeonato Pan-Americano | Trave               | Tiana Sumanasekera | Joscelyn Roberson  | Aurélie Tran     |
| Campeonato Pan-Americano | Solo                | Joscelyn Roberson  | Tiana Sumanasekera | Natalia Escalera |

### Masculino

#### Internacional
| Competição                 | Evento           | Ouro                            | Prata                  | Bronze            |
| Campeonato Mundial         | Equipes          | Japão                           | China                  | Estados Unidos    |
| Campeonato Mundial         | Individual Geral | Daiki Hashimoto                 | Illia Kovtun           | Fred Richard      |
| Campeonato Mundial         | Solo             | Artem Dolgopyat                 | Kazuki Minami          | Milad Karimi      |
| Campeonato Mundial         | Cavalo com Alças | Rhys McClenaghan                | Khoi Young             | Ahmad Abu Al-Soud |
| Campeonato Mundial         | Argolas          | Liu Yang                        | Eleftherios Petrounias | You Hao           |
| Campeonato Mundial         | Salto            | Jake Jarman                     | Khoi Young             | Nazar Chepurnyi   |
| Campeonato Mundial         | Barras Paralelas | Lukas Dauser                    | Shi Cong               | Kaito Sugimoto    |
| Campeonato Mundial         | Barra Fixa       | Daiki Hashimoto                 | Tin Srbić              | Su Weide          |
| Campeonato Mundial Juvenil | Equipes          | Japão                           | China                  | Itália            |
| Campeonato Mundial Juvenil | Individual Geral | Qin Guohuan                     | Ángel Barajas          | Riccardo Villa    |
| Campeonato Mundial Juvenil | Solo             | Ángel Barajas                   | Timo Eder              | Tomasso Brugnami  |
| Campeonato Mundial Juvenil | Cavalo com Alças | Hamlet Manukyan                 | Mamikon Khachatryan    | Zeinolla Idrissov |
| Campeonato Mundial Juvenil | Argolas          | Hamlet Manukyan                 | Masaharu Tanida        | Riccardo Villa    |
| Campeonato Mundial Juvenil | Salto            | Tommaso Brugnami                | Victor Canuel          | Szilard Zavory    |
| Campeonato Mundial Juvenil | Barras Paralelas | Ángel Barajas Tsunogai Tomoharu | —                      | Yahia Zakaria     |
| Campeonato Mundial Juvenil | Barra Fixa       | Tsunogai Tomoharu               | He Xiang               | Ángel Barajas     |

#### Eventos importantes
| Competição               | Evento           | Ouro             | Prata                  | Bronze                 |
| Campeonato Europeu       | Equipes          | Itália           | Turquia                | Grã-Bretanha           |
| Campeonato Europeu       | Individual Geral | Adem Asil        | Jake Jarman            | Illia Kovtun           |
| Campeonato Europeu       | Solo             | Luke Whitehouse  | Artem Dolgopyat        | Milan Hosseini         |
| Campeonato Europeu       | Cavalo com Alças | Rhys McClenaghan | Maxime Gentges         | Artur Davtyan          |
| Campeonato Europeu       | Argolas          | Adem Asil        | Vahagn Davtyan         | Eleftherios Petrounias |
| Campeonato Europeu       | Salto            | Artur Davtyan    | Jake Jarman            | Igor Radivilov         |
| Campeonato Europeu       | Barras Paralelas | Illia Kovtun     | Ferhat Arıcan          | Thierno Diallo         |
| Campeonato Europeu       | Barra Fixa       | Tin Srbić        | Carlo Macchini         | Illia Kovtun           |
| Campeonato da Oceania    | Equipes          | Austrália        | Nova Zelândia          | —                      |
| Campeonato da Oceania    | Individual Geral | Mikhail Koudinov | Clay Stephens          | James Hardy            |
| Campeonato Asiático      | Equipes          | China            | Japão                  | Cazaquistão            |
| Campeonato Asiático      | Individual Geral | Shinnosuke Oka   | Carlos Yulo            | Takeru Kitazono        |
| Campeonato Asiático      | Solo             | Carlos Yulo      | Dmitriy Patanin        | Su Weide               |
| Campeonato Asiático      | Cavalo com Alças | Nariman Kurbanov | Ahmad Abu Al-Soud      | Ryota Tsumura          |
| Campeonato Asiático      | Argolas          | Lan Xingyu       | Nguyễn Văn Khánh Phong | Ng Kiu Chung           |
| Campeonato Asiático      | Salto            | Carlos Yulo      | Abdulaziz Mirvaliev    | Kim Jae-ho             |
| Campeonato Asiático      | Barras Paralelas | Carlos Yulo      | Shinnosuke Oka         | Yin Dehang             |
| Campeonato Asiático      | Barra Fixa       | Tian Hao         | Shinnosuke Oka         | Carlos Yulo            |
| Campeonato Africano      | Equipes          | Egito            | Argélia                | Marrocos               |
| Campeonato Africano      | Individual Geral | Omar Mohamed     | Mohamed Afify          | Hillal Metidji         |
| Campeonato Pan-Americano | Equipes          | Estados Unidos   | Canadá                 | Brasil                 |
| Campeonato Pan-Americano | Individual Geral | Yul Moldauer     | Shane Wiskus           | Yuri Guimarães         |
| Campeonato Pan-Americano | Solo             | Yul Moldauer     | Yuri Guimarães         | Shane Wiskus           |
| Campeonato Pan-Americano | Cavalo com Alças | Khoi Young       | Nelson Guilbe          | Yul Moldauer           |
| Campeonato Pan-Americano | Argolas          | Daniel Villafañe | William Emard          | Alejandro de la Cruz   |
| Campeonato Pan-Americano | Salto            | Yuri Guimarães   | Ignacio Varas          | Leandro Peña           |
| Campeonato Pan-Americano | Barras Paralelas | Yul Moldauer     | Shane Wiskus           | Dilan Jiménez          |
| Campeonato Pan-Americano | Barra Fixa       | Curran Phillips  | Yul Moldauer           | Luciano Letelier       |

## Melhores pontuações internacionais da temporada
Nota: Apenas as pontuações dos ginastas seniores de eventos internacionais foram incluídas abaixo. Apenas uma pontuação por ginasta está incluída.

### Feminino

#### Individual geral
| Pos. | Nome                        | País           | Pontuação | Evento                           |
| ---- | --------------------------- | -------------- | --------- | -------------------------------- |
| 1    | Simone Biles                | Estados Unidos | 58.865    | Campeonato Mundial QF            |
| 2    | Rebeca Andrade              | Brasil         | 57.099    | Campeonato Mundial TF            |
| 3    | Shilese Jones               | Estados Unidos | 56.932    | Campeonato Mundial QF            |
| 4    | Jessica Gadirova            | Grã-Bretanha   | 56.766    | Campeonato Mundial QF            |
| 5    | Mélanie de Jesus dos Santos | França         | 56.500    | Campeonato Mundial TF            |
| 6    | Flávia Saraiva              | Brasil         | 55.532    | Campeonato Mundial TF            |
| 7    | Zsófia Kovács               | Hungria        | 55.231    | Campeonato Europeu QF            |
| 8    | Ou Yushan                   | China          | 55.198    | Jogos Universitários Mundiais QF |
| 9    | Ellie Black                 | Canadá         | 55.065    | Campeonato Mundial QF            |
| 10   | Qiu Qiyuan                  | China          | 54.932    | Campeonato Asiático AA           |
| 11   | Alice D'Amato               | Itália         | 54.899    | Campeonato Europeu QF            |
| 12   | Manila Esposito             | Itália         | 54.866    | Campeonato Mundial TF            |
| 13   | Kayla DiCello               | Estados Unidos | 54.699    | Jogos Pan-Americanos AA          |
| 14   | Jordan Chiles               | Estados Unidos | 54.666    | Jogos Pan-Americanos QF          |
| 15   | Shoko Miyata                | Japão          | 54.600    | Jogos Universitários Mundiais QF |
| 16   | Leanne Wong                 | Estados Unidos | 54.398    | Campeonato Mundial QF            |
| 17   | Naomi Visser                | Países Baixos  | 54.332    | Campeonato Mundial QF            |
| 18   | Zhang Jin                   | China          | 54.266    | Jogos Asiáticos AA               |
| 19   | Sakaguchi Ayaka             | Japão          | 54.198    | Jogos Universitários Mundiais QF |
| 20   | Lisa Vaelen                 | Bélgica        | 54.099    | Campeonato Europeu AA            |

#### Salto
| Pos. | Nome              | País            | Pontuação | Evento                    |
| ---- | ----------------- | --------------- | --------- | ------------------------- |
| 1    | Rebeca Andrade    | Brasil          | 14.983    | Jogos Pan-Americanos EF   |
| 2    | Simone Biles      | Estados Unidos  | 14.949    | Campeonato Mundial QF     |
| 3    | Yeo Seo-jeong     | Coreia do Sul   | 14.516    | Campeonato Mundial QF     |
| 4    | Jessica Gadirova  | Grã-Bretanha    | 14.416    | Campeonato Mundial QF     |
| 5    | Alexa Moreno      | México          | 14.166    | Campeonato Mundial EF     |
| 6    | Jordan Chiles     | Estados Unidos  | 14.150    | Jogos Pan-Americanos EF   |
| 7    | Joscelyn Roberson | Estados Unidos  | 14.083    | DTB Pokal Team Challenge  |
| 8    | An Chang-ok       | Coreia do Norte | 14.049    | Jogos Asiáticos EF        |
| 9    | Asia D'Amato      | Itália          | 14.016    | Copa do Mundo de Cairo QF |
| 10   | Ellie Black       | Canadá          | 13.933    | Campeonato Mundial EF     |

#### Barras assimétricas
| Pos. | Nome                        | País           | Pontuação | Evento                               |
| ---- | --------------------------- | -------------- | --------- | ------------------------------------ |
| 1    | Qiu Qiyuan                  | China          | 15.233    | Campeonato Asiático AA               |
| 2    | Kaylia Nemour               | Argélia        | 15.200    | Campeonato Mundial AA                |
| 3    | Zoe Miller                  | Estados Unidos | 14.850    | DTB Pokal Team Challenge             |
| 4    | Shilese Jones               | Estados Unidos | 14.833    | Campeonato Mundial QF                |
| 5    | Huang Zhuofan               | China          | 14.766    | Campeonato Mundial EF                |
| 6    | Alice D'Amato               | Itália         | 14.750    | Troféu Cidade de Jesolo EF           |
| 7    | Mélanie de Jesus dos Santos | França         | 14.700    | Copa do Mundo Challenge de Paris EF  |
| 8    | Elisabeth Seitz             | Alemanha       | 14.633    | DTB Pokal Mixed Cup                  |
| 9    | Rebeca Andrade              | Brasil         | 14.600    | Copa do Mundo Challenge de Paris EF  |
| 10   | Naomi Visser                | Países Baixos  | 14.566    | Copa do Mundo Challenge de Osijek QF |

#### Trave
| Pos. | Nome            | País           | Pontuação | Evento                           |
| ---- | --------------- | -------------- | --------- | -------------------------------- |
| 1    | Zhang Qingying  | China          | 14.833    | Campeonato Asiático AA           |
| 2    | Simone Biles    | Estados Unidos | 14.800    | Campeonato Mundial EF            |
| 3    | Zhou Yaqin      | China          | 14.700    | Campeonato Mundial EF            |
| 4    | Rebeca Andrade  | Brasil         | 14.300    | Campeonato Mundial EF            |
| 5    | Flávia Saraiva  | Brasil         | 14.166    | Jogos Pan-Americanos AA          |
| 5    | Ou Yushan       | China          | 14.166    | Jogos Universitários Mundiais AA |
| 7    | Manila Esposito | Itália         | 14.150    | Swiss Cup                        |
| 8    | Breanna Scott   | Austrália      | 14.133    | Campeonato da Oceania AA         |
| 8    | Mana Okamura    | Japão          | 14.133    | Copa do Mundo de Cottbus EF      |
| 10   | Sanne Wevers    | Países Baixos  | 14.100    | Campeonato Mundial EF            |

#### Solo
| Pos. | Nome              | País           | Pontuação | Evento                               |
| ---- | ----------------- | -------------- | --------- | ------------------------------------ |
| 1    | Simone Biles      | Estados Unidos | 15.166    | Campeonato Mundial TF                |
| 2    | Rebeca Andrade    | Brasil         | 14.666    | Campeonato Mundial TF                |
| 3    | Jessica Gadirova  | Grã-Bretanha   | 14.533    | Campeonato Mundial TF                |
| 4    | Kaliya Lincoln    | Estados Unidos | 14.233    | Jogos Pan-Americanos EF              |
| 5    | Joscelyn Roberson | Estados Unidos | 14.150    | DTB Pokal Team Challenge             |
| 6    | Manila Esposito   | Itália         | 14.000    | Troféu Cidade de Jesolo AA           |
| 7    | Flávia Saraiva    | Brasil         | 13.966    | Campeonato Mundial EF                |
| 8    | Ou Yushan         | China          | 13.866    | Jogos Universitários Mundiais EF     |
| 9    | Georgia Godwin    | Austrália      | 13.833    | Copa do Mundo Challenge de Osijek QF |
| 10   | Zhou Yaqin        | China          | 13.833    | Campeonato Mundial TF                |

### Masculino

#### Individual geral
| Pos. | Nome            | País           | Pontuação | Evento                           |
| ---- | --------------- | -------------- | --------- | -------------------------------- |
| 1    | Zhang Boheng    | China          | 89.299    | Jogos Asiáticos AA               |
| 2    | Daiki Hashimoto | Japão          | 88.698    | Jogos Universitários Mundiais QF |
| 3    | Takeru Kitazono | Japão          | 86.065    | Jogos Asiáticos AA               |
| 4    | Shi Cong        | China          | 86.398    | Jogos Universitários Mundiais AA |
| 5    | Shinnosuke Oka  | Japão          | 86.065    | Campeonato Asiático AA           |
| 6    | Sun Wei         | China          | 86.064    | Campeonato Mundial TF            |
| 7    | Carlos Yulo     | Filipinas      | 85.930    | Campeonato Asiático AA           |
| 8    | Kenta Chiba     | Japão          | 85.799    | Campeonato Mundial QF            |
| 9    | Kazuma Kaya     | Japão          | 85.598    | Campeonato Mundial QF            |
| 10   | Illia Kovtun    | Ucrânia        | 85.432    | Campeonato Europeu QF            |
| 11   | Adem Asil       | Turquia        | 84.965    | Campeonato Europeu AA            |
| 12   | Lan Xingyu      | China          | 84.965    | Jogos Asiáticos AA               |
| 13   | Shohei Kawakami | Japão          | 84.432    | Jogos Asiáticos QF               |
| 14   | Fred Richard    | Estados Unidos | 84.332    | Campeonato Mundial AA            |
| 15   | Milad Karimi    | Cazaquistão    | 84.331    | Jogos Universitários Mundiais QF |
| 16   | Yul Moldauer    | Estados Unidos | 84.200    | Campeonato Pan-Americano AA      |
| 17   | Jake Jarman     | Grã-Bretanha   | 84.031    | Campeonato Mundial QF            |
| 18   | Tian Hao        | China          | 83.631    | Campeonato Asiático AA           |
| 18   | James Hall      | Grã-Bretanha   | 83.631    | Campeonato Mundial QF            |
| 20   | Asher Hong      | Estados Unidos | 83.500    | DTB Pokal Team Challenge         |

#### Solo
| Pos. | Nome                | País          | Pontuação | Evento                           |
| ---- | ------------------- | ------------- | --------- | -------------------------------- |
| 1    | Carlos Yulo         | Filipinas     | 15.300    | Campeonato Asiático EF           |
| 2    | Artem Dolgopyat     | Israel        | 15.200    | Campeonato Mundial QF            |
| 3    | Zhang Boheng        | China         | 14.933    | Jogos Asiáticos QF               |
| 4    | Luke Whitehouse     | Grã-Bretanha  | 14.900    | Campeonato Europeu EF            |
| 4    | Ryosuke Doi         | Japão         | 14.900    | DTB PokalTeam Challenge          |
| 4    | Kim Han-sol         | Coreia do Sul | 14.900    | Jogos Asiáticos EF               |
| 7    | Krisztofer Mészáros | Hungria       | 14.850    | Innsbruck Friendly               |
| 8    | Su Weide            | China         | 14.766    | Campeonato Asiático AA           |
| 9    | Kazuki Minami       | Japão         | 14.733    | Jogos Universitários Mundiais QF |
| 10   | Daiki Hashimoto     | Japão         | 14.733    | Jogos Universitários Mundiais QF |

#### Cavalo com alças
| Pos. | Nome              | País           | Pontuação | Evento                           |
| ---- | ----------------- | -------------- | --------- | -------------------------------- |
| 1    | Lee Chih-kai      | Taipé Chinesa  | 15.500    | Jogos Universitários Mundiais EF |
| 2    | Nariman Kurbanov  | Cazaquistão    | 15.400    | Copa do Mundo de Doha EF         |
| 3    | Max Whitlock      | Grã-Bretanha   | 15.266    | Campeonato Mundial TF            |
| 4    | Ahmad Abu al Soud | Jordânia       | 15.233    | Campeonato Asiático QF           |
| 4    | Ryota Tsumura     | Japão          | 15.233    | Campeonato Asiático AA           |
| 6    | Rhys McClenaghan  | Irlanda        | 15.100    | Campeonato Mundial EF            |
| 7    | Khoi Young        | Estados Unidos | 15.066    | Campeonato Mundial QF            |
| 7    | Shiao Yu-jan      | Taipé Chinesa  | 15.066    | Jogos Asiáticos EF               |
| 9    | Daiki Hashimoto   | Japão          | 15.033    | Jogos Universitários Mundiais QF |
| 10   | Gagik Khachikyan  | Armênia        | 15.000    | Copa do Mundo de Cottbus QF      |

#### Argolas
| Pos. | Nome                   | País       | Pontuação | Evento                           |
| ---- | ---------------------- | ---------- | --------- | -------------------------------- |
| 1    | Lan Xingyu             | China      | 15.433    | Jogos Asiáticos EF               |
| 2    | Liu Yang               | China      | 15.366    | Copa do Mundo de Doha EF         |
| 3    | Zou Jingyuan           | China      | 15.266    | Jogos Universitários Mundiais EF |
| 4    | Eleftherios Petrounias | Grécia     | 15.066    | Campeonato Mundial EF            |
| 5    | Adem Asil              | Turquia    | 15.033    | Campeonato Europeu AA            |
| 6    | Nikita Simonov         | Azerbaijão | 14.966    | Jogos Universitários Mundiais QF |
| 7    | Zhang Boheng           | China      | 14.933    | Jogos Asiáticos AA               |
| 8    | You Hao                | China      | 14.866    | Campeonato Mundial TF            |
| 9    | Artur Avetisyan        | Armênia    | 14.833    | Jogos Universitários Mundiais EF |
| 10   | Vahagn Davtyan         | Armênia    | 14.733    | Campeonato Europeu EF            |

#### Salto
| Pos. | Nome            | País           | Pontuação | Evento                           |
| ---- | --------------- | -------------- | --------- | -------------------------------- |
| 1    | Artur Davtyan   | Armênia        | 15.166    | Copa do Mundo de Cairo EF        |
| 2    | Wataru Tanigawa | Japão          | 15.033    | Jogos Asiáticos QF               |
| 3    | Jake Jarman     | Grã-Bretanha   | 15.016    | Campeonato Europeu EF            |
| 4    | Mahdi Olfati    | Irão           | 14.983    | Copa do Mundo de Cottbus EF      |
| 5    | Carlos Yulo     | Filipinas      | 14.933    | Copa do Mundo de Baku EF         |
| 6    | Harry Hepworth  | Grã-Bretanha   | 14.925    | DTB Pokal Team Challenge         |
| 7    | Igor Radivilov  | Ucrânia        | 14.889    | Copa do Mundo de Doha EF         |
| 8    | Nazar Chepurnyi | Ucrânia        | 14.883    | Jogos Universitários Mundiais EF |
| 9    | Asher Hong      | Estados Unidos | 14.875    | DTK Pokal Team Challenge         |
| 10   | Khoi Young      | Estados Unidos | 14.849    | Campeonato Mundial EF            |

#### Barras paralelas
| Pos. | Nome             | País           | Pontuação | Evento                           |
| ---- | ---------------- | -------------- | --------- | -------------------------------- |
| 1    | Zou Jingyuan     | China          | 16.066    | Jogos Universitários Mundiais EF |
| 2    | Curran Phillips  | Estados Unidos | 15.500    | Copa do Mundo de Baku QF         |
| 3    | Zhang Boheng     | China          | 15.466    | Jogos Asiáticos QF               |
| 4    | Illia Kovtun     | Ucrânia        | 15.433    | Campeonato Europeu AA            |
| 5    | Lukas Dauser     | Alemanha       | 15.400    | Campeonato Mundial AA            |
| 5    | Carlos Yulo      | Filipinas      | 15.400    | Copa do Mundo de Baku EF         |
| 7    | Yul Moldauer     | Estados Unidos | 15.350    | Swiss Cup                        |
| 8    | Takeru Kitazono  | Japão          | 15.300    | Jogos Asiáticos AA               |
| 9    | Matteo Levantesi | Itália         | 15.266    | Copa do Mundo de Cottbus EF      |
| 10   | Kazuma Kaya      | Japão          | 15.250    | Swiss Cup                        |

#### Barra fixa
| Pos. | Nome            | País        | Pontuação | Evento                           |
| ---- | --------------- | ----------- | --------- | -------------------------------- |
| 1    | Daiki Hashimoto | Japão       | 15.266    | Jogos Universitários Mundiais QF |
| 2    | Zhang Boheng    | China       | 15.233    | Jogos Universitários Mundiais QF |
| 3    | Shi Cong        | China       | 15.200    | Jogos Universitários Mundiais QF |
| 4    | Tian Hao        | China       | 15.100    | Campeonato Asiático AA           |
| 5    | Su Weide        | China       | 14.800    | Campeonato Asiático AA           |
| 5    | Milad Karimi    | Cazaquistão | 14.800    | Jogos Universitários Mundiais EF |
| 5    | Lin Chaopan     | China       | 14.800    | Jogos Asiáticos EF               |
| 8    | Shohei Kawakami | Japão       | 14.700    | Jogos Universitários Mundiais QF |
| 8    | Tin Srbić       | Croácia     | 14.700    | Campeonato Mundial EF            |
| 10   | Ryosuke Doi     | Japão       | 14.600    | DTB Pokal Mixed Cup              |